# Scinax pedromedinae
Scinax pedromedinae är en groddjursart som först beskrevs av Henle 1991.  Scinax pedromedinae ingår i släktet Scinax och familjen lövgrodor. IUCN kategoriserar arten globalt som livskraftig. Inga underarter finns listade i Catalogue of Life.